# Starověké Athény
Athény (řecky Αθήναi, Athénai), byly starověkým městským státem (polis) a jedním z nejvýznamnějších center starověkého Řecka.
Athény byly osídleny již v neolitu a někdy kolem roku 1600 př. n. l. vznikla na pozdější Akropoli mykénská osada s palácem. Od 6. do 3. století př. n. l. byly Athény předním z řeckých městských států a největší slávy a významu dosáhly v klasickém období, kdy byly centrem řecké politiky, obchodu, umění (Sofoklés, Eurípidés, Feidiás) a řecké filozofie (Sókratés, Platón, Aristotelés).

## Historie
Pozoruhodný vzestup starověkých Athén patrně začíná reformami voleného vládce Solóna, který roku 594 př. n. l. zrušil otroctví za dluhy, rozdělil svobodné občany do čtyř tříd podle majetku a přiznal jim odstupňovaná práva. Posílil moc lidového shromáždění (ekklésia) a zavedl přezkoumatelnost každého úředního rozhodnutí před soudem. Solónovy reformy dále prohloubil Kleisthenés, přesto se roku 561 př. n. l. chopil moci tyran Peisistratos, po pádu tyranie v roce 510 př. n. l. však nastal zřetelný posun k demokracii. Po vítězstvích v řecko-perských válkách (bitva u Marathónu, 490 př. n. l., a u Salamíny 480 př. n. l.) se Athény staly první námořní mocností a rozšířily své panství na další města Athénského námořního spolku.

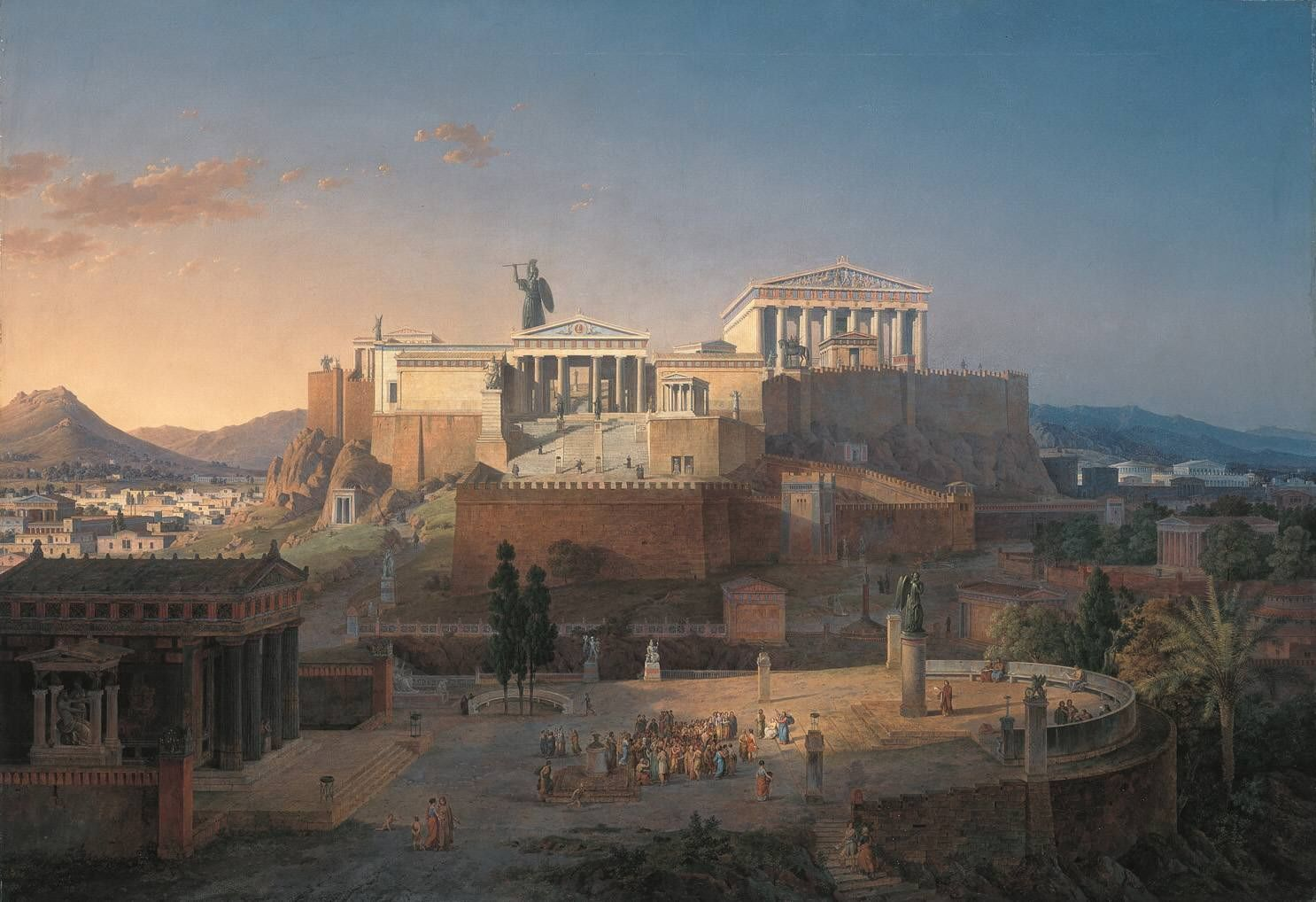
Athénská akropolis, Leo von Klenze, 1846

Úspěšný vladař Periklés (490–429 př. n. l.) dovedl Athény na politický vrchol a staral se i o zvelebení města, zejména staveb na Akropoli. Město se však zapletlo do válečných sporů zejména se Spartou a na velkou epidemii tyfu(?) zemřel roku 429 patrně i Periklés. Do tak zvané Peloponéské války mezi řeckými obcemi se vložili také Peršané a roku 404 byly Athény definitivně poraženy.
Athény tak zřetelně ztratily na významu, kulturní a umělecký život však pokračoval a ještě ve 4. století př. n. l. přinášel velmi cenné plody. Obnovila se demokratická vláda a v menším měřítku i námořní spolek. Athény vycházely vstříc makedonskému králi Filipovi II., ale pod vlivem řečníka Démosthena vznikl protimakedonský spolek většiny řeckých měst, který byl ovšem roku 338 př. n. l. v bitvě u Chairóneie poražen. Filip i jeho syn Alexandr Veliký († 323) měli úctu k řecké vzdělanosti, po Alexandrově smrti však bylo město střídavě pod vládou dosazených správců a demokraticky volených vůdců.
Ve sporech mezi Makedonci a Římany stály Athény na straně římské republiky, protože však podpořily pontského krále Mithridata, dobyl je a roku 88 př. n. l. vyraboval římský generál Sulla. Athény se ovšem dále těšily pověsti kulturního centra a císař Hadrián zde postavil řadu velkolepých staveb. Jako centrum novoplatonismu je však postihl zákaz pohanských bohoslužeb (391) a zejména uzavření Platónovy akademie východořímským císařem Justiniánem v roce 529. Mistři akademie uprchli do Persie, po několika letech se však zase vrátili do Římské říše. Když kolem roku 580 Athény zpustošili avarští a slovanští válečníci, byl to konec starověkých Athén.

## Popis

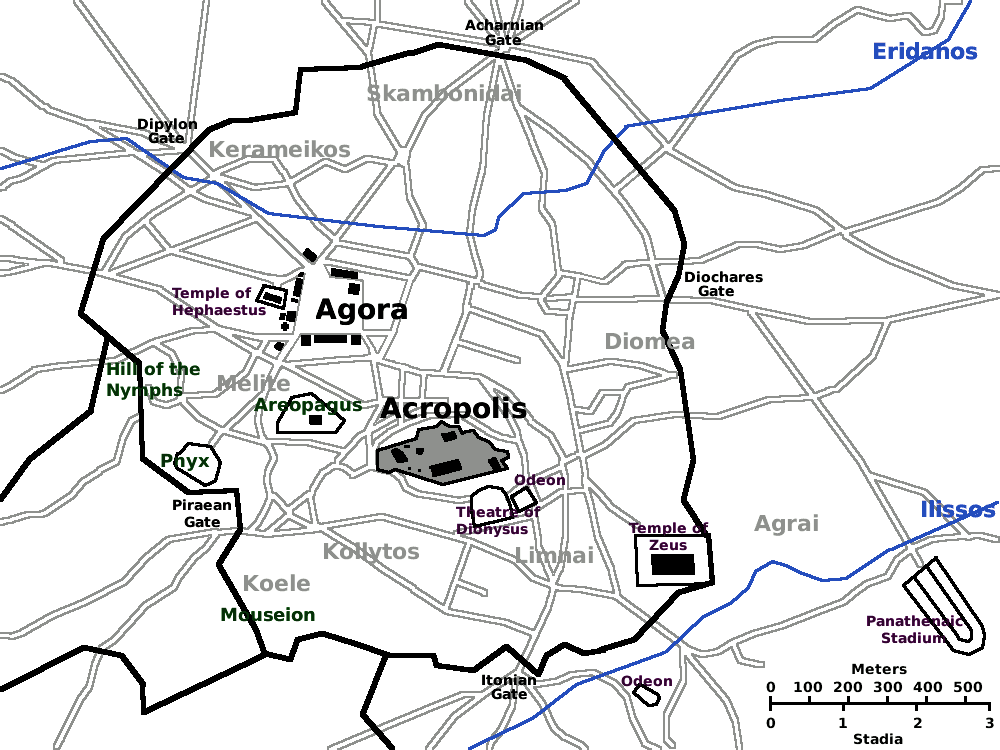
Mapa klasických Athén se zakreslenou hradbou

Městské hradby ohraničovaly plochu o průměru přibližně 1,5–2 km a podle Xenofonta mělo město na vrcholu své slávy přes 10 tisíc domů. V hradbě byla řada bran a branek, nejdůležitější z nich byla brána Dipylon na severozápadě, Acharnská brána na severu, Diocharova brána na východě, Itonská brána na jihu a Pirejská na jihozápadě. Pirejskou branou se vstupovalo do 7 km dlouhého koridoru "Dlouhých zdí", který vedl do přístavu Pireus s vlastní hradbou.

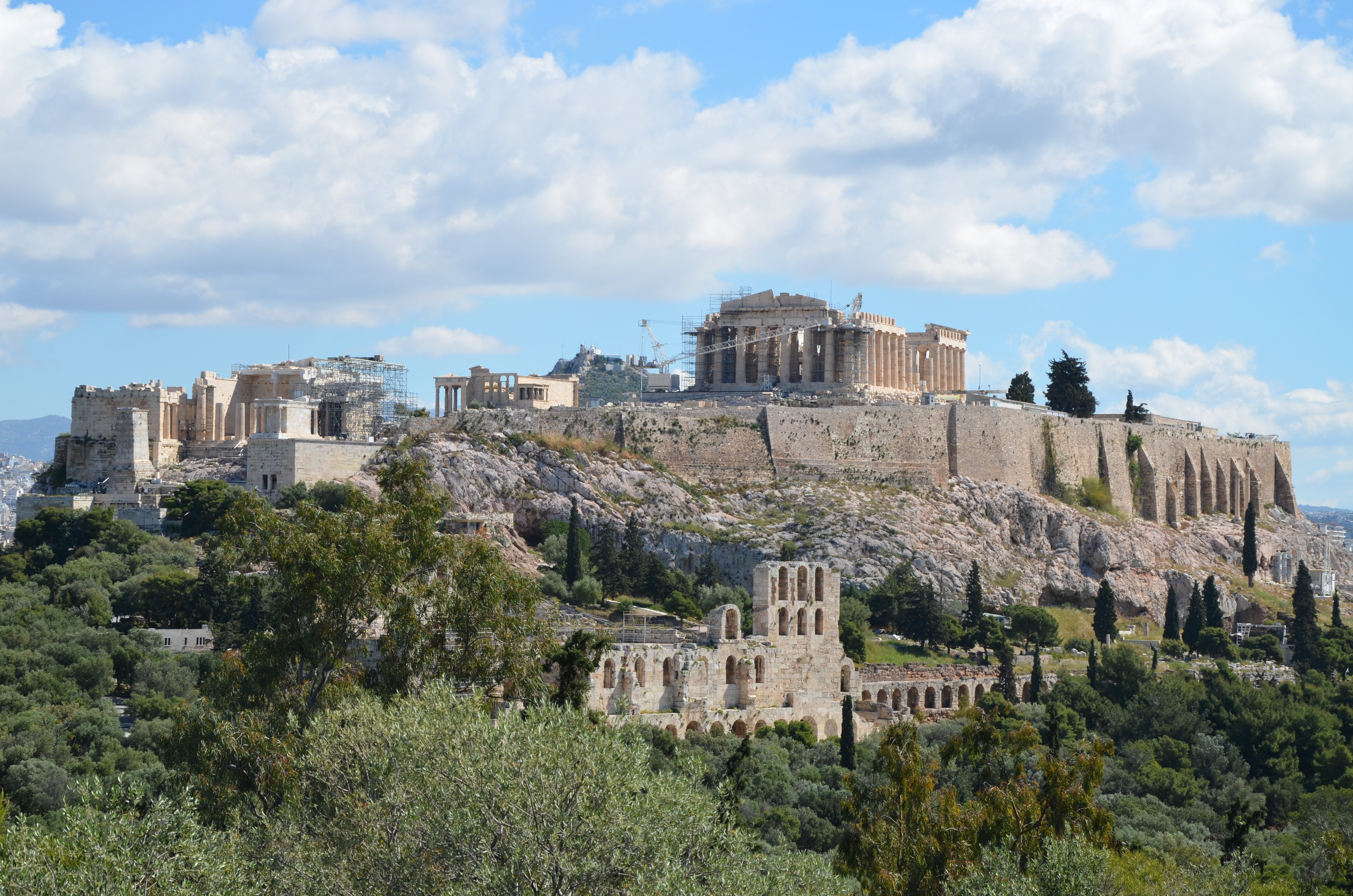
Akropolis dnes

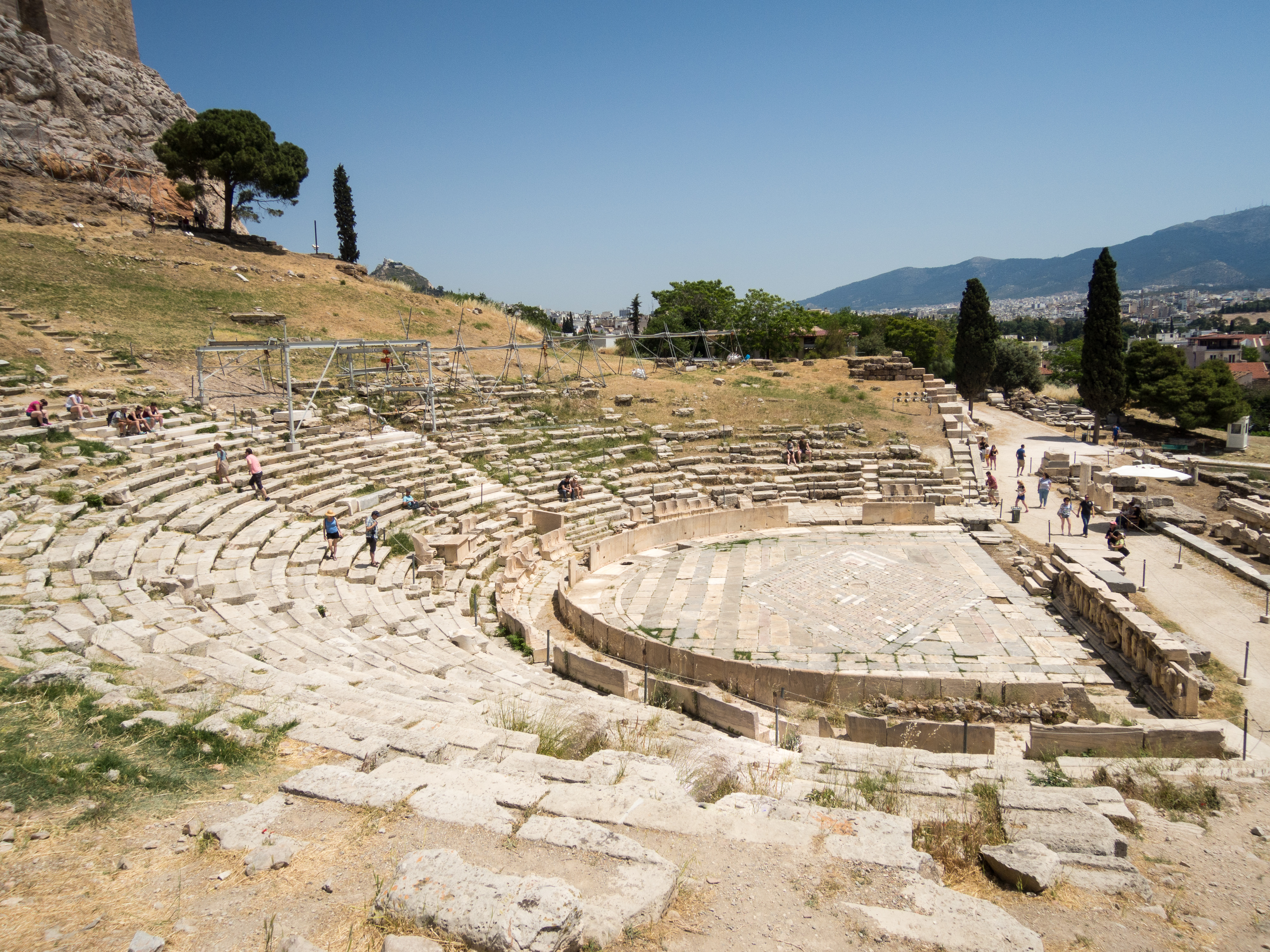
Dionýsovo divadlo

Starému městu vévodil skalnatý pahorek Akropolis (řec. Horní město), z jihu i ze severu ohraničený nepřístupným skalním srázem, na němž stál od nejstarších dob athénský hrad s hlavními chrámy (Parthenon, Erechtheion) a vstupní branou (Propyleje) na západní straně. Asi 200 m západně od Akropole je daleko menší skalnaté návrší Areopág (Areova skála) s plošinou na vrcholku, kde se scházel nejstarší athénský soud. Na sever pod Areopágem se rozkládá stará agora, veřejné prostranství a tržiště s množstvím veřejných budov, sloupořadí a chrámů. Východně od ní vznikla v římské době nová agora čili fórum.
Už v klasické době se město rozšířilo i za hradby. Patrně nejvýznamnější byla čtvrť Kerameikos na severozápadě, zčásti uvnitř a zčásti vně hradeb. Byla čtvrtí hrnčířů a asi nejvýznamnější athénské exportní výroby. Od jejího názvu se odvozuje slovo keramika. Ve vnějším Kerameiku byla platónská Akademie. Za hradbami směrem na východ leželo Aristotelovo Lykaion a směrem na jihovýchod Panathénajský stadion.

## Život ve starověkých Athénách

### Filosofie a vědecké bádání

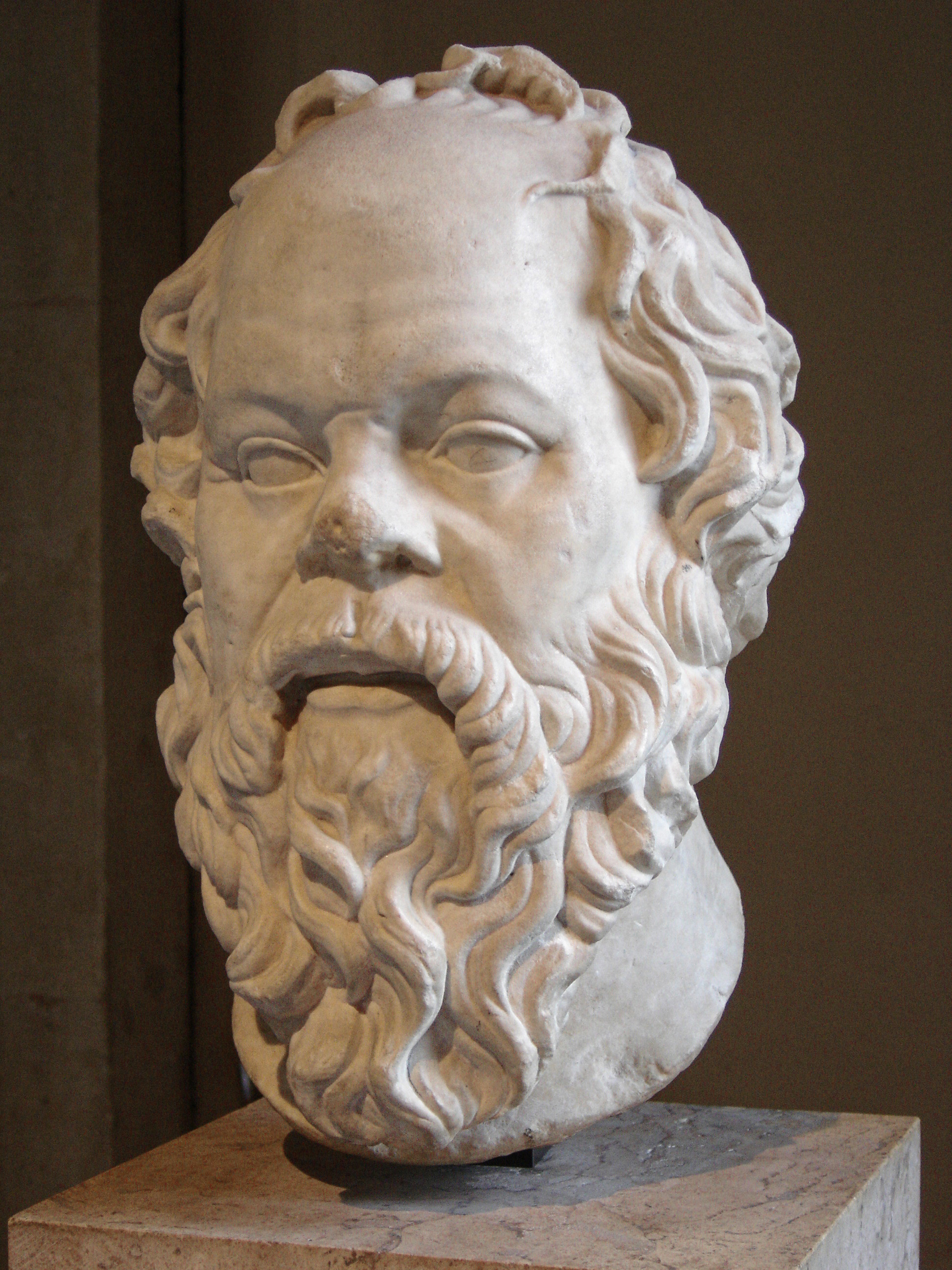
Sókratés
(469–399 př. n. l.)

Athéňané byli nesmírně zvídaví. Chtěli vždy pochopit, jak určité věci fungují, lékaři se snažili porozumět podstatě nemoci, astronomové pozorovali hvězdy. Vědci jako Aristotelés studovali svět okolo sebe, různé živočichy, rostliny i lidi. Zaznamenávali své myšlenky a položili tak základy moderní matematiky a jiných věd. Filozofové jako Platón a Sókratés si kladli otázky jako například: „Co to je dobrý člověk?“ nebo „Jak nejlépe řídit stát?“ Pro dnešek jsou zajímavou studií dobových názorů jejich diskuse, které byly zaznamenávány. Obvyklým místem, kde se setkávali filosofové se studenty, byla sloupová síň (stoa).

### Vzdělávání
Škola byla jen pro svobodné chlapce. Hlavní předměty vyučování byly čtení, psaní a hudba. Každý občan se to potřeboval naučit, stejně jako hru na hudební nástroj, protože hudba byla součástí každé slavnosti a oslavy. Hned vedle učebny se nacházela také palestra, prostranství pro tělesnou výchovu.
Děti také četly díla velkých básníků, jako například Homéra, a některé se učily nazpaměť. Psalo se na voskové tabulky, jejichž povrch se mohl vyhladit a znovu použít k psaní. Dívky se zaučovaly doma pečovat o domácnost, příst a tkát, některé ženy si však získaly slávu zejména hudbou a psaním básní.

### Postavení žen
Sňatky se domlouvaly mezi rodiči, často i bez vědomí nevěsty a ženicha, protože ve sňatku šlo i o rodinný majetek. V chudších domech na tom žena nebyla o mnoho lépe než otrokyně. Bohatší muži trávili většinu času mimo dům. Večer si mohli pozvat domů k jídlu své přátele, ale jejich manželky a dcery se večeře nesměly zúčastnit. Bohatí muži se setkávali při společné pitce, známé jako symposion. Leželi přitom na lehátkách a nechávali se obsluhovat otrokyněmi. Často si zdobili hlavy květinami, pilo se víno smíchané s vodou. Hosté mezi sebou soutěžili ve zpěvu a hře na lyru, také recitovali básně.

## Politický systém
Dle tradice měl klíčový krok k modernizaci demokratického uspořádání učinit athénský politik Solón (638–555 př. n. l.), který nahradil privilegia starých rodů (eupatridů) čtyřmi majetkovými třídami (viz tabulka). Propustil všechny, kdo se dostali do otroctví kvůli dluhům a zakázal prodeje občanů do otroctví. Athénskou "ústavu" dále reformoval Kleisthenés (asi 570–507), který výrazně posílil její demokratické rysy a otevřel ji více nemajetným. Nejvyšší výkonnou funkcí byla původně funkce archónta; bylo jich 9 a do funkce se později volili na 1 rok. Archónti měli vojenskou, náboženskou a soudní funkci. Po skončení mandátu mohli působit v tzv. areopagu (viz Areopág). Na všeobecném sněmu se volilo do úřadů a do rady pěti set (také známou jako Búlé), zároveň se zde volilo 10 stratégů. Stratég byl především vojenským velitelem.
Rozdělení do majetkových tříd za Solóna:
| třída | zařazení ve vojsku  | účast na sněmu | účast v radě pěti set | možnost být úředníkem | možnost být archontem |
| ----- | ------------------- | -------------- | --------------------- | --------------------- | --------------------- |
| 1.    | jezdci              | ano            | ano                   | ano                   | ano                   |
| 2.    | jezdci              | ano            | ano                   | ano                   | ne                    |
| 3.    | těžkooděnci         | ano            | ano                   | ano                   | ne                    |
| 4.    | lehkooděnci,veslaři | ano            | ne                    | ne                    | ne                    |

Úředníci původně neměli plat, teprve snad údajně Periklés (500–429 př. n. l.) nařídil, že úředníci musí mít platy, i když ne příliš veliké. Díky tomu mohli i chudí muži zastávat veřejné úřady.

## Athénská demokracie

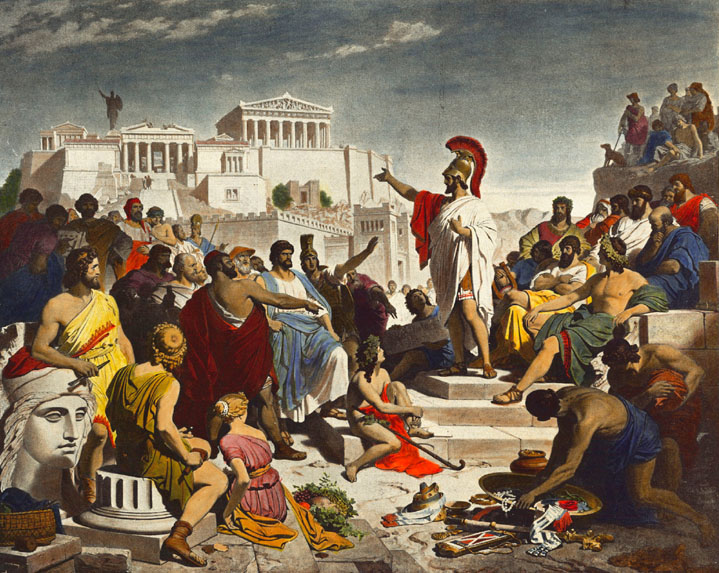
Periklés před athénským shromážděním, obraz z 19. století

Athény bývají často považovány za nejznámější příklad přímé demokracie, ačkoliv samozřejmě neměla jen tyto prvky. Přímá demokracie je charakteristická tím, že lid se přímo podílí na chodu státu, čímž se liší od demokracie nepřímé (zastupitelské), kde obyvatelé pouze volí své politické zástupce, kteří za ně pak dále rozhodují. V Athénách byli považováni za občany s politickými právy svobodní muži, kteří dosáhli věku 20 let a jejichž oba svobodní rodiče pocházeli z Athén. Pokud se vědělo, že osmnáctiletý mladík bude splňovat tyto podmínky, byl zařazen do „seznamu shromáždění“" (pinax ekklesiastikos, πίναξ ἐκκλησιαστικός) a nastoupil obvykle dvouletou vojenskou službu – efébii. Teprve pak se stal občanem s právy a povinnostmi, které odpovídaly jeho majetkové třídě. Na rozdíl od dnešních představ o demokracii se ovšem veřejného života a hlasování ve shromážděních nemohly účastnit ženy, závislé osoby a otroci ani přistěhovalci. Celkem se tak dle odhadů mohlo aktivně zapojit maximálně 20 % obyvatel (odhady směřují spíše k nižšímu číslu)
Běžně se tedy na chodu společnosti mohli podílet až muži starší dvaceti let (např. ve Spartě až od 30 let). I tak se však očekávalo, že nebudou při hlasování promlouvat k věcem, o nichž pravděpodobně nic nevědí. Kovářův názor na stavbu chrámu nebyl relevantní.{{zdroj?}} Pokud se ale jednalo o věci vládní, nikoliv technické, mohl se k nim vyjádřit každý občan.
Během svého života mohl athénský občan zastávat řadu funkcí. Od 20 let se mohl podílet na jednání sněmu/lidového shromáždění, kde v celkovém počtu 6 000 členů volili (např. stratégové) či losovali (např. rada 500) některé další funkce, případně se zde projednávaly různé návrhy zákonů, která pak měla rada 500 potvrdit. Samozřejmě zde byl i prostor pro diskuze. V průměru se členové setkávali asi čtyřicetkrát ročně. Hlasovalo se většinou zvedáním ruky, případně se losovaly hliněné kuličky. Sněm volil 10 stratégů, neboli vojenské velitele Athén. Stratég byl vždy volen na jeden rok. Zároveň losovali radu 500, která se skládala z 500 členů starších 30 let, přičemž členem mohl být člověk jen na jeden rok a to maximálně dvakrát za život, nikoliv však dvakrát v řadě. Úkolem rady 500 bylo připravovat a potvrzovat zákony, kontrolovat úředníky, přijímat vyslance a kontrolovat finance. Vyšší věk (oproti sněmu) předpokládal jisté zkušenosti s aktivním politickým životem. Tato funkce údajně vznikla na popud archónta Solóna (údajně roku 594 př. n. l.), který usiloval o rovnováhu sil mezi areopagem a nově vzniklou radou. Solón ji původně vytvořil pro 400 členů (sto členů pro každý kmen), později se však ještě rozrostla za Kleisthena (~507–508 př. n. l.) o dalších 100 členů, celkově tedy na 500 členů. Další funkcí bylo tzv. 9 archóntů. Archón byla původně silná funkce, časem však archónti ztratili většinu kompetencí. Podrželi si jisté náboženské pravomoci a podíleli se na přípravě festivalů. Archónti byli opět u moci jeden rok, pak případně mohli jít do tzv. areopagu, kde doživotně působili bývalí archónti, kteří tam mohli soudit a trestat hrdelní zločiny. Na posledním místě nelze zapomenout na tzv. Soud 6000 (číslo určuje počet členů), kde opět působili občané po období jednoho roku. Měli například pravomoc změnit rozhodnutí sněmu, případně rozhodovali jiné soudní pře, pokud je například sněm nedokázal vyřešit, či pokud se někdo proti danému rozhodnutí odvolal.
Athénskou demokracii lze charakterizovat několika principy, které jsou evidentní již ze samotné podstaty jednotlivých funkcí. Za prvé většinou se jednalo o časově omezené funkce. Hlavním důvodem bylo zamezit vládě tyranů. Pokud byl občan v úřadu jen jeden rok, nemohl stihnout nakumulovat dostatečnou moc. Zároveň se více občanů mohlo v úřadech vystřídat, než pokud by tam mohli působit například 10 let či doživotně. Za druhé zde existovala jistá rovnováha sil, což je dnes naprosto tradiční demokratický princip. Žádný úředník neměl absolutní moc, navzájem se minimálně do jisté míry kontrolovali. Například sněm ovlivňoval podobu některých úřadů tím, že je pomáhal volit (či losovat) do funkcí. Na druhou stranu například rada 500 schvalovala či odmítala návrhy sněmu a zároveň dohlížela na práci ostatních úředníků. Soudy pro změnu zabezpečovaly případnou nezávislost soudní moci. Rovnováha sil byla viditelná i v jednotlivých úřadech, i proto bylo například 10 stratégů a nikoliv jen 1, kde opět existovala jistá šance dohody či vzájemné kontroly.
Je důležité si však uvědomit, že funkce a fungování samotné demokracie se měnilo s průběhem času. Původně některé funkce existovaly, případně existovaly v jiné podobě (viz rada 500, která původně vznikla jako rada 400) a dlouho byly funkce neplacené, což umožňovalo se účastnit spíše jen bohatým.
Ačkoliv Athény bývají často vyzdvihovány jako „zlatý věk demokracie“, bez pochyby lze nalézt spoustu slabin v tom, jak celý proces demokracie fungoval a probíhal. Jednou z hlavních nevýhod samozřejmě bylo, že účast na politickém životě nebyla určena všem. Sněmy se konaly v Athénách na kopci Pnyxu, takže někteří občané žijící mimo město takové mohli teoreticky být znevýhodněni, zvláště pokud neměli možnost neustále do centra dojíždět. Aby důležité rozhodnutí bylo schváleno, muselo zde zasednout nejméně šest tisíc občanů, což muselo být logisticky náročné. Zároveň reformy trvaly dlouho, je obrovský rozdíl mezi demokracií v Athénách v 6. stol. př. n. l. a mezi athénskou demokracií o dvě století později. Poměrně dlouhou dobu byly funkce neplacené, takže prakticky neumožňovaly účastnit se aktivně politického života chudším lidem. Losování mělo umožnit, aby nedocházelo ke korupci, nicméně ne vždy tomu bylo tak, někteří si zákulisními taktikami získali v losu převahu (například větší počet losovacích čísel, odstoupením soupeřů a tak dále). Další kritika může směřovat na přímou demokracii jako takovou, protože umožnila velmi dobrým řečníkům manipulovat s davem. Navíc ne všichni se orientovali v různých soudních kličkách a většina politiků (včetně soudců) byla fakticky nestudovanými „amatéry“. Některé diskuze mohly být komplikované kvůli přílišnému počtu hlasujících (až šest tisíc). V ideálním světě mohl každý přednést návrh, ve skutečnosti to však dělala jen hrstka lidí. Většina hrála spíše pasivní roli. Velmi kontroverzním bodem je rovněž tzv. „střepinový soud“, neboli ostrakismus, údajně zavedený Kleisthenem, kdy na základě anonymního hlasování lidu mohl být kdokoliv veřejně činný na deset let vyhnán z Athén. Hlasování samozřejmě mohlo být politicky zneužito, neboť tak bylo možné odstranit nějakého soka. Někteří by také mohli kritizovat faktickou absenci politických stran, jak jsou známy z pozdějších dob. Případně by argumentovali tak, že to nebyla vláda lidu jako celku, ale vláda většiny (která přehlasovala menšinu).
I přes tyto potenciální slabiny se však jednalo o první dobře doložený příklad demokracie v praxi, která tak přinesla alternativu k tehdy běžným formám vlády.

## Náboženství

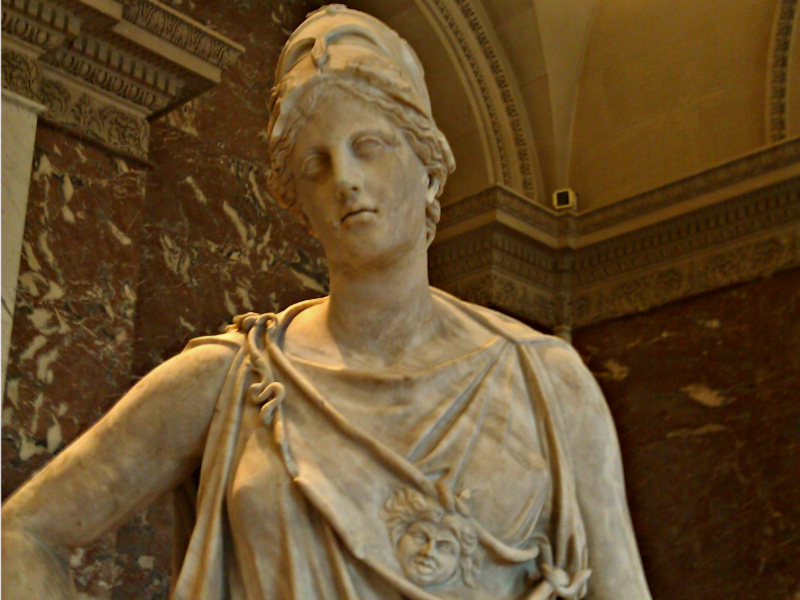
Pallas Athéna

Athéňané považovali bohy za mocné bytosti, které lidem mohou uškodit nebo pomoci. Věřilo se, že nejvýznamnější bohové žijí na hoře Olympu na severu Řecka. Počítali k nim Dia, nejvyššího boha, Héru, jeho manželku, Afrodítu, bohyni lásky, Poseidóna, boha moře a původce zemětřesení. Bohům se obětovala zvířata nebo víno a doufalo se v jejich přízeň.

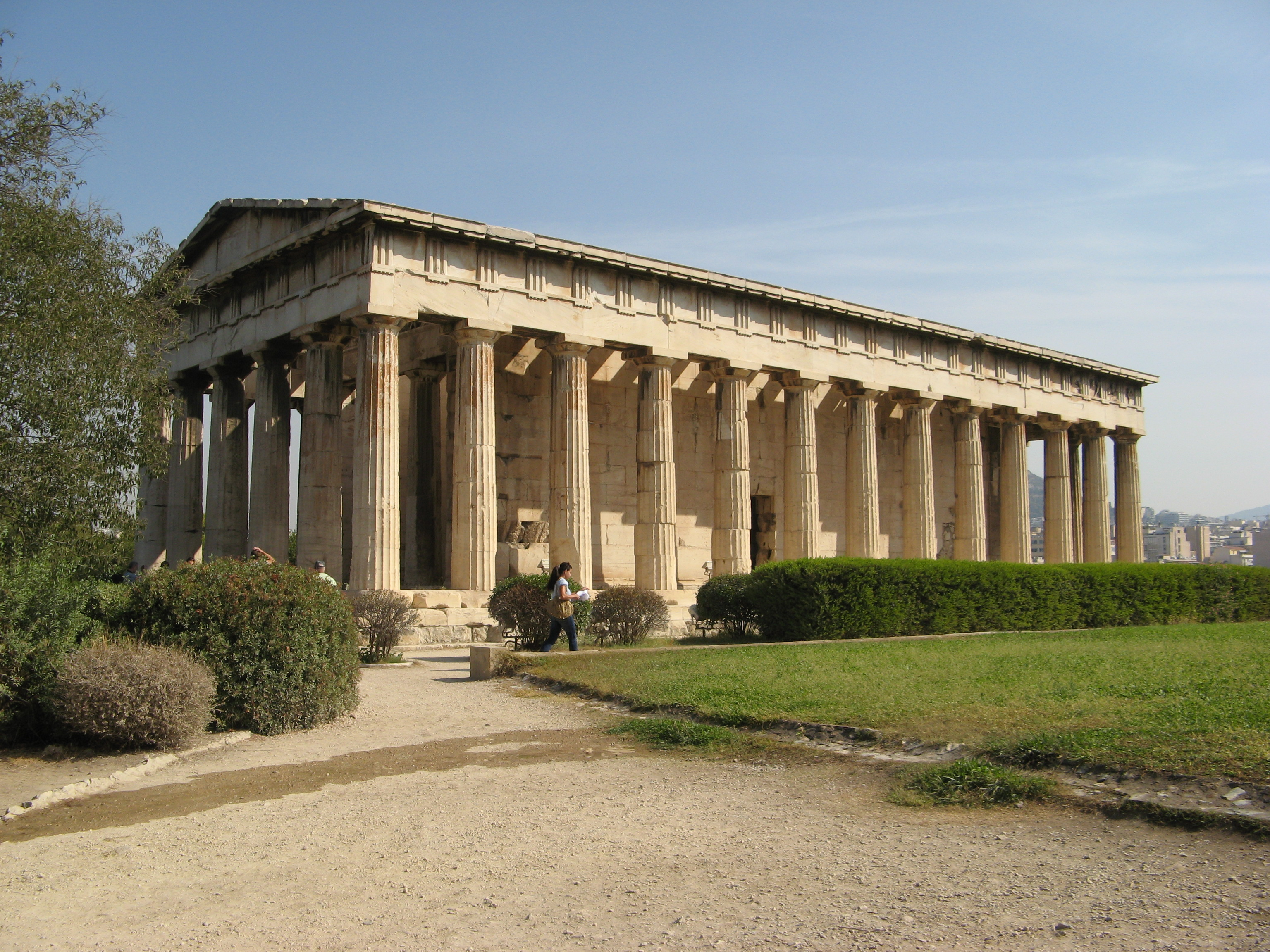
Héfaistův chrám v Athénách

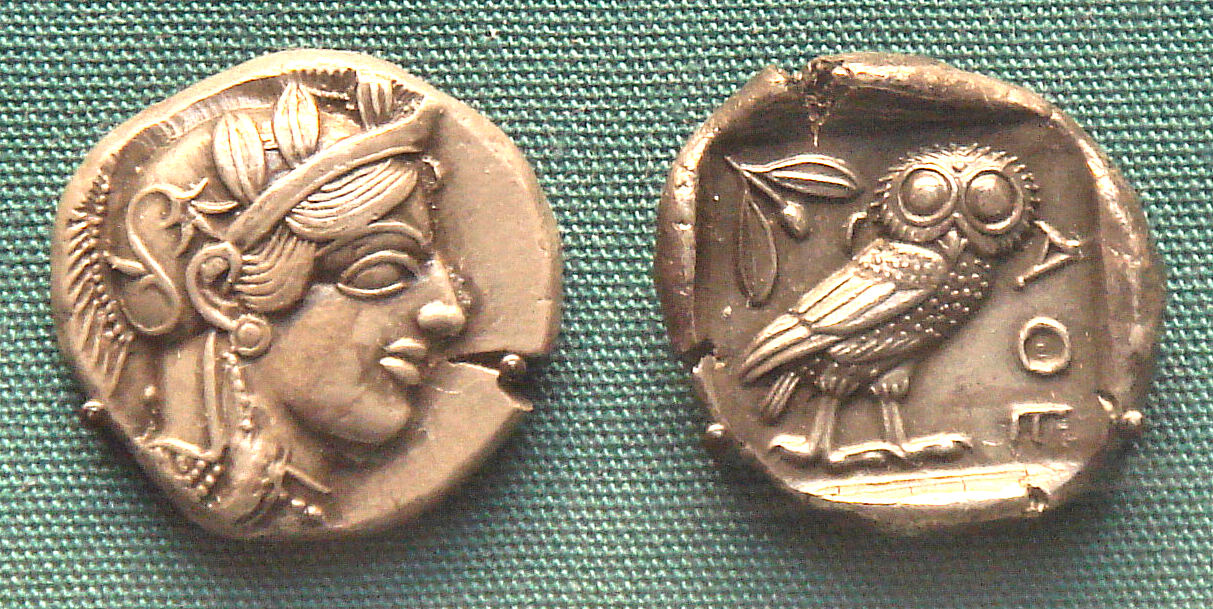
Athénská tetradrachma, detail sovy, symbolu Athény

Athéna byla bohyní moudrosti a vítězné války. Athéňané věřili, že olivy do jejich města přinesla ona a na Akropoli uctívali prastarý olivovník, který zde prý zasadila. Od bohů Řekové očekávali pomoc všude tam, kde si nemohli pomoci sami: v nemoci, v neštěstí, ve válce. Cítili se být na nich závislí a pomocí modlitby a obětí se snažili ovlivnit svůj osud. Města mezi sebou soutěžila, které z nich postaví větší a lépe vyzdobený chrám. Uvnitř chrámu Parthenónu v Athénách býval uložen městský poklad. Uprostřed byla socha bohyně Athény, pokrytá zlatem a s tváří vyřezanou ze slonoviny. Řecké chrámy byly vždy obklopeny sloupy z mramoru. Stejně jako je Pražský hrad dominantou Prahy, je Akropolis dominantou Athén. Tato pozoruhodná stavba byla pevností jak ve starověku, tak i ve středověku. Muzeum pod Akropolí dnes patří mezí nejkrásnější a nejbohatší archeologické světové sbírky. Centrum antických i dnešních Athén tvoří starověká Agora, podivuhodná architektonická památka. Dříve, ještě za dob největší slávy, zde stály administrativní budovy, chrámy i soudy. Tady se nakupovalo, prodávalo, dělala se politika a diskutovaly aktuální otázky.

## Války

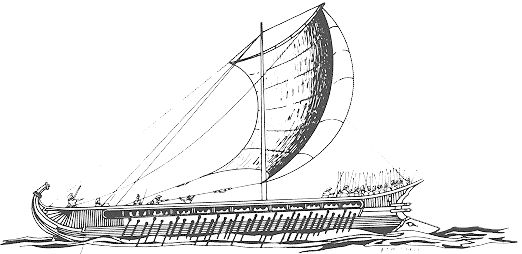
Řecká válečná trojveslice

Války a povstání byly v řeckém světě pravidlem, kdežto mír představoval spíše výjimku. Ve starších dobách šli do války všichni svobodní muži a řečtí stratégové objevili význam vojenské disciplíny, kdy všichni vojáci poslouchají své velitele. Řekové byli vždy dobrými námořníky s technicky vyspělým loďstvem. K jednomu z největších athénských námořních vítězství došlo u ostrova Salamíny roku 480 př. n. l. Peršané zaútočili na Řeky s velkým loďstvem, které se Athéňanům podařilo vlákat do úžiny a zničit. O řeckých lodích se můžeme poučit z maleb na keramice a z vyobrazení na mincích, která oslavovala námořní vítězství.